# Pensió del General
La pensió del General és un edifici del municipi de Figueres (Alt Empordà) que forma part de l'Inventari del Patrimoni Arquitectònic de Catalunya. És un edifici situat a prop de la Plaça Ernest Vila. És una casa entre mitgeres, de planta baixa i dos pisos coberta per terrassa. A la planta baixa trobem un local comercial. Al primer i segon pis es repeteix una ordenació de balcó i finestra amb guardapols ornamentals en forma de "U". Com a culminació, motllura, fris amb forats de ventilació, cornisa i terrassa. Tota la façana està arrebossada. Cinc rajols ceràmics ornamentals distribuïts a la part alta de l'edifici, tres dels quals als merlets que formen part de la balustrada de la terrassa.